# Élection présidentielle américaine de 1880 au Texas
L'élection présidentielle américaine de 1880 au Texas a lieu le 2 novembre 1880 comme dans les 37 autres États qui composaient alors les États-Unis. Les électeurs texans choisissent des grands électeurs pour les représenter dans le collège électoral à travers un vote populaire. Le Texas possède en 1880 8 grands électeurs. L'État donne l'ensemble de ses grands électeurs au candidat du Parti démocrate, l'ancien général de l'Armée de l'Union Winfield Scott Hancock. Le Texas est également l'État où le candidat du National Greenback Labor Party, James B. Weaver obtient son pourcentage de votes le plus élevé. 
Le candidat vainqueur de ce scrutin dans tout le pays sera néanmoins le candidat républicain James A. Garfield, qui occupera la présidence des États-Unis du 4 mars 1881 à sa mort le 19 septembre de la même année. 